# Михајло Андрић
Михајло Андрић (Крагујевац, 4. јануар 1994) српски је кошаркаш. Игра на позицијама бека и крила. 

## Каријера
Андрић је прошао млађе категорије београдског Партизана, а у марту 2013. је прикључен првом тиму. Са Партизаном је освојио два национална првенства (2013. и 2014. године). Након четири године без трофеја, са Партизаном је освојио Куп Радивоја Кораћа 2018. године победом у финалу над Црвеном звездом у Нишу 81:75. У јулу 2018. напустио је Партизан, и потписао уговор са немачким Гетингеном. Након две сезоне у Гетингену, Андрић је такмичарску 2020/21. провео у грчком Колосос Родосу. У августу 2021. потписао је уговор са турским прволигашем Афјоном. Напустио је овај клуб након 10 одиграних утакмица да би се потом у јануару 2022. вратио у грчку кошарку и потписао за Промитеас из Патре до краја сезоне. У августу 2022. потписао је за Андору. Две сезоне је провео у Андори након чега је прешао у Естудијантес.
Са репрезентацијом Србије освојио је по бронзану медаљу на Европском првенству до 18 година (2012) и Европском првенству до 20 година (2014), као и сребрну на Светском првенству до 19 година (2013).

## Успеси

### Клупски
- Партизан:
  - Кошаркашка лига Србије (2): 2012/13, 2013/14.
  - Куп Радивоја Кораћа (1): 2018.

### Репрезентативни
- Европско првенство до 18 година:  2012.
- Светско првенство до 19 година:  2013.
- Европско првенство до 20 година:  2014.

## Статистика

### Евролига
| Сезона   | Екипа    | ОУ | СУ | МПУ  | ПШ%  | 3П%  | СБ%  | СПУ | АПУ | УПУ | БПУ | ППУ | ИПУ |
| -------- | -------- | -- | -- | ---- | ---- | ---- | ---- | --- | --- | --- | --- | --- | --- |
| 2013–14  | Партизан | 16 | 6  | 10.5 | .282 | .286 | .100 | 0.6 | 0.6 | 0.4 | .0  | 1.6 | 1.4 |
| Каријера |          | 16 | 6  | 10.5 | .282 | .286 | .100 | 0.6 | 0.6 | 0.4 | .0  | 1.6 | 1.4 |